# Британска Сомалия
Британска Сомалия е колония на Великобритания в периода 1884 г. до 1960 г., обхващаща днешната провинция Сомалиленд.
Колонията е използвана преди всичко като военен опорен пункт и база за флота по транспортния коридор към Индия. Британската власт в колонията е по-скоро символична и не засяга дълбоко местното население, състоящо се от скотовъдци и земеделци.
Едва няколко дена след получаване на независимостта през лятото на 1960 г. бившата британска колония се обединява с бившата Италианска Сомалия в една държава под името Сомалия.
Протекторатът е образуван през 1884 г. на територията, по-рано зависима от Египет, и през първите си години е управлявана от британците от Аден. До 1898 г. административно влиза в състава на Британска Индия. През следващата година в Сомалия се надига съпротивително движение начело със саид с прякор „лудият молла“, основал държава на дервишите. Борбата с въстаниците продължава до 1920 г. Във войната за Сомалия британците използват самолети и специален „камилски корпус“.
През 1940 – 41 г. Британска Сомалия е окупирана от италианците и влиза в състава на Италианска Източна Африка. Партизанското движение продължава в региона до есента на 1943 г. Колониалните власти обявяват готовността си да предоставят на колонията независимост от лятото на 1960 г. с намерение да го обединят с бившата италианска колония в Сомалия, подопечна територия на ООН, чиято пълна независимост трябва да бъде провъзгласена на1 юли 1960 г. През април, Законодателният съвет на Британска Сомалия приема резолюция, обвързваща обявяването на независимост с последващо обединение със Сомалия. Тази позиция е потвърдена и одобрена от всички на съвместна конференция в Могадишу. На 26 юни Великобритания се отказва от правата си върху Британска Сомалия, и по такъв начин държавата Сомалиленд формално става независима за няколко дни до 1 юли, когато е създадено единната държава Сомалия. Референдум сред жителите на британския протекторат не е проведен.
Гражданската война в Сомалия през 90-те години на 20 век довежда да разпадането на страната на няколко части. Северната част, Сомалиленд, счита себе си за правоприемник на Британска Сомалия (имайки предвид шестте дни суверенно съществуване след придобиването на независимост през 1960 г.).